# Campynemanthe neocaledonica
Campynemanthe neocaledonica är en enhjärtbladig växtart som först beskrevs av Alfred Barton Rendle, och fick sitt nu gällande namn av Peter Goldblatt. Campynemanthe neocaledonica ingår i släktet Campynemanthe och familjen Campynemataceae.
Artens utbredningsområde är Nya Kaledonien. Inga underarter finns listade.